# Superman (ген)
Superman — ген растения резуховидка Таля (Arabidopsis thaliana), обеспечивает связь развития тычинок и плодолистиков. Ген назван в честь героя комиксов — Супермена, поэтому связанные гены kryptonite (ген) и clark kent были названы соответственно (хотя последний оказался всего лишь другой формой гена superman). Он кодирует транскрипционный фактор (а именно цинковый палец типа Cys2His2). При мутации по этому гену у  резуховидки происходит снижение количества плодолистиков в цветке и увеличение числа тычинок. Гомологичные гены известны у петунии и львиного зева, где они тоже участвуют в развитии цветка, хотя в обоих случаях есть существенные отличия в их функциях от функции superman в Arabidopsis. Superman начинает экспрессироваться уже на ранних этапах развития цветка, продукт гена обнаруживается в мутовке тычинок, смежной с мутовкой плодолистиков. Ген взаимодействует с гомеозисными генами из модели ABC и даёт множество необычных фенотипов.